# Dänische 1. Division 2011/12
Die 1. Division 2011/12 war die 67. Saison der zweithöchsten dänischen Spielklasse im Fußball, die vom dänischen Fußballverband Dansk Boldspil Union ausgetragen wurde.
Die Saison wurde anders als in der Vorjahressaison nur mit 14 Teams ausgetragen, da die Liga bis zur Saison 2012/13 auf 12 Teams reduziert werden soll, wobei auch die Reserve-Mannschaften bis zur 1. Division aufsteigen sollen.

## Teams
| Verein                 | Stadt               | Stadion              | Kapazität |
| ---------------------- | ------------------- | -------------------- | --------- |
| AB Gladsaxe            | Kopenhagen          | Gladsaxe Stadion     | 13.507    |
| Brønshøj BK            | Kopenhagen-Brønshøj | Tingbjerg Idrætspark | 04.000    |
| FC Fredericia          | Fredericia          | Monjasa Park         | 04.000    |
| Blokhus FC             | Pandrup             | Jetsmark-Stadion     | 06.000    |
| Hjørring IF            | Hjørring            | Hjørring Stadion     | 07.500    |
| FC Vestsjælland        | Slagelse            | Slagelse Stadion     | 10.000    |
| Næstved BK             | Næstved             | Næstved Stadion      | 10.000    |
| Randers FC             | Randers             | AutoC Park Randers   | 12.000    |
| Hobro IK               | Hobro               | Hobro Stadion        | 04.000    |
| Esbjerg fB             | Esbjerg             | Blue Water Arena     | 18.000    |
| Skive IK               | Skive               | Skive Stadion        | 10.000    |
| FC Roskilde            | Roskilde            | Roskilde Idrætspark  | 06.000    |
| Vejle Boldklub Kolding | Vejle               | Jokri Park           | 10.500    |
| Viborg FF              | Viborg              | Energi Viborg Arena  | 09.566    |

## Abschlusstabelle
| Pl. | Verein                 | Sp. | S  | U  | N  | Tore    | Diff. | Punkte |
| --- | ---------------------- | --- | -- | -- | -- | ------- | ----- | ------ |
| 1.  | Esbjerg fB (A)         | 26  | 21 | 3  | 2  | 060:190 | +41   | 66     |
| 2.  | Randers FC (A)         | 26  | 15 | 4  | 7  | 038:220 | +16   | 49     |
| 3.  | Vejle Boldklub Kolding | 26  | 12 | 8  | 6  | 058:320 | +26   | 44     |
| 4.  | Viborg FF              | 26  | 10 | 10 | 6  | 045:340 | +11   | 40     |
| 5.  | Brønshøj BK            | 26  | 10 | 10 | 6  | 035:340 | +1    | 40     |
| 6.  | FC Vestsjælland        | 26  | 10 | 8  | 8  | 042:350 | +7    | 38     |
| 7.  | FC Fredericia          | 26  | 9  | 8  | 9  | 033:300 | +3    | 35     |
| 8.  | Skive IK               | 26  | 9  | 7  | 10 | 031:410 | −10   | 34     |
| 9.  | Hobro IK               | 26  | 8  | 9  | 9  | 037:350 | +2    | 33     |
| 10. | Hjørring IF            | 26  | 8  | 7  | 11 | 031:420 | −11   | 31     |
| 11. | AB Gladsaxe            | 26  | 7  | 8  | 11 | 032:440 | −12   | 29     |
| 12. | FC Roskilde            | 26  | 8  | 3  | 15 | 028:380 | −10   | 27     |
| 13. | Næstved BK             | 26  | 6  | 4  | 16 | 032:510 | −19   | 22     |
| 14. | Blokhus FC (N)         | 26  | 2  | 5  | 19 | 027:720 | −45   | 11     |

| (A) | Absteiger aus der Superliga 2010/11    |
| (N) | Aufsteiger aus der 2. Division 2010/11 |

## Torschützenliste
| Pl. | Spieler       | Verein     | Tore |
| --- | ------------- | ---------- | ---- |
| 1.  | Søren Rieks   | Esbjerg fB | 17   |
| 2.  | Jesper Lange  | Esbjerg fB | 12   |
| 3.  | Ken Fagerberg | Viborg FF  | 10   |